# 7169 Лінда
7169 Лінда (7169 Linda) — астероїд головного поясу, відкритий 4 жовтня 1986 року.
Тіссеранів параметр щодо Юпітера — 3,598.